# Beishanlong
Beishanlong là một chi khủng long, được Makovicky Li D. Q. Gao K. Lewin Erickson & Norell mô tả khoa học năm 2009.